# Сомма, Антонио
Антонио Сомма (итал. Antonio Somma; 29 августа 1809, Вайден, Австро-Венгрия, ныне Удине, Италия — 10 августа 1864, Венеция, Италия) — итальянский драматург, либреттист, журналист, поэт и адвокат.

## Биография
Учился в Падуе, где получил юридическое образование. Очень рано начал писать стихи. Ещё в студенческие годы его трагедия «Паризина» принесла ему большой успех. Познакомившись с Джузеппе Верди, принял у него заказ на либретто к опере «Бал-маскарад». И, несмотря на разногласия с композитором во время работы, завершил текст.

## Либретто
- «Паризина» / Parisina (1835, Венеция) Пьетро Масканьи по поэме Джорджа Гордона Байрона
- «…» / La maschera del giovedì grasso (1840, Сан-Вито-ди-Легуццано)
- «Филиппина ди Ранфи» / Filippina de' Ranfi (1842, Триест)
- «Марко Боццари» / Marco Bozzari (1847, Триест) о греческом военачальнике Маркосе Боцарисе
- «Бал-маскарад» / Un ballo in maschera (1859, Рим) Джузеппе Верди по сюжету Эжена Скриба
- «Кассандра» / Cassandra (1859, Венеция)
- «Дочь Аппенин» / La figlia dell'Apennino (1876, Милан)